# ستيفن هاميل
ستيفن هاميل (بالإنجليزية: Steven Hammell) (18 فبراير 1982 في المملكة المتحدة - ) هو لاعب كرة قدم بريطاني في مركز الدفاع. شارك مع منتخب اسكتلندا تحت 21 سنة لكرة القدم ومنتخب اسكتلندا الثانوي لكرة القدم ‏ ومنتخب اسكتلندا لكرة القدم. أما مع النوادي، فقد لعب مع نادي ماذرويل ونادي ساوثيند يونايتد.

## مسيرته الكروية
لعب ستيفن هاميل خلال مسيرته الاحترافية مع ناديين في عشرون موسمًا وسجل خلالها 7 أهداف ضمن 552 مباراة. ولم يفز بأي موسم بالكأس أو بالدوري.
خاض ستيفن هاميل مسيرته مع نادي ماذرويل في موسم 1999–00 في المرة الأولى ليلعب معه سبعة مواسم ثم في موسم 2007–08 ليلعب معه أحد عشر موسمًا، مشاركًا طوالها في 497 مباراة سجل خلالها 4 أهداف. ثم انتقل إلى نادي ساوثيند يونايتد في موسم 2006–07 ولمدة موسمين، حيث شارك في 55 مباراة سجل خلالها 3 أهداف.

## وصلات خارجية
- ستيفن هاميل على موقع قاعدة بيانات كرة القدم.إي يو (الإنجليزية)
- ستيفن هاميل على موقع ناشيونال فوتبول تيمز (الإنجليزية)
- ستيفن هاميل على موقع Soccerbase.com (لاعب) (الإنجليزية)
- ستيفن هاميل على موقع Soccerway.com (الإنجليزية)
- ستيفن هاميل على موقع عالم كرة القدم.نت (الإنجليزية)